# 저지 클럽
저지 클럽 사운드로도 알려진 저지 클럽은 1990년대 후반 뉴저지주 뉴어크시에서 시작된 댄스 위주의 일렉트로닉 댄스 뮤직의 장르이다. 볼티모어 클럽, 바운스, 크렁크 및 뉴어크의 초기 하우스 씬에 뿌리를 둔 저지 클럽은 무겁고, 짧게 톡톡 튀는 브레이크 비트, 130 ~ 140 사이의 BPM, 보컬, 힙합 또는 팝 음악에서의 샘플링이나 Call and response가 종종용된다.이 장르는 뉴저지주, 애틀랜타, 피츠버그, 필라델피아, 뉴욕 및 워싱턴 DC에서 인기가 있다. 저지 클럽은 발굴 이후 국제적인 관심을 받아왔다.

## 역사
DJ Tony Humphries가 1982년에 거주를 시작한 Club Zanzibar의 Club Zanzibar는 "때때로 날카롭지만 항상 영혼이 가득한 복음이 주입된 하위 장르를 낳았다." 딥 하우스 음악 중 "저지 사운드로 알려져 있다. 또한 클럽 현장은 뉴 어크 호텔과 나이트 클럽의 ball culture 현장을 일으켰다.
뉴 어크의 이웃 East Orange에 있는 Abigail Adams의 하우스 음악 레코드 레이블 및 상점인 Movin 'Records는 Jersey Sound의 또 다른 기여자였다.
또 다른 잔지바르 DJ인 DJ 케리 챈들러는 전 세대의 "저지 사운드" 다양한 하우스 음악의 선구자였다.
Jomanda와 같은 뉴 저지 예술가들은 90년대 초의 하우스 음악에서 성공을 거두었다.
어떤 사람들은 "뉴욕이 랩을 갔을 때 [이기간 동안] 저지는 클럽과 함께했다. 잔지바르."
1992년에 Union County의 Aly-Us는 심층 히트 곡인 "Follow Me"를 발표했다.
저지 클럽 음악은 1990년대에 특히 뉴어크('브릭 시티'라는 애칭으로)에서 더욱 강력하게 발전하였다.

## 들어보기
SELENA GOMEZ - LOSE YOU TO LOVE ME (DJ B-GENERATION REMIX) - 유튜브